# Mario Jursich
Mario Jursich Durán (Valledupar, 4 de junio de 1964) es un periodista cultural, poeta, escritor y traductor colombiano de ascendencia croata. Es director y miembro fundador de la revista El Malpensante de Bogotá. También ha sido presentador de televisión. Tradujo obras de Alessandro Baricco, Rubem Fonseca y Gesualdo Bufalino.
Como poeta se dio a conocer en 1990 con su libro Glimpses. Ha publicado ensayos y crónicas donde explora aspectos inéditos de la vida sociocultural del país.
Estudió Filosofía y Letras en la Pontificia Universidad Javeriana. Se ha desempeñado como profesor de periodismo en esa misma universidad y en la Universidad de los Andes. Está casado con la editora colombiana Pilar Reyes.

## Obras
- Finisterre-imitaciones (Fundación Fumio Ito, Bogotá, 1987)
- Glimpses (Fundación Simón y Lola Guberek, Bogotá, 1990)
- La Virgen María, Fe y aventura en Colombia (Ensayo,1997)
- Recopilación de crónicas de arte de Casimiro Eiger (1995)
- (Editor) Fuera Zapato Viejo, crónicas, retratos y entrevistas sobre la salsa en Bogotá (2014)